# Camino Agrícola (métro de Santiago)
Camino Agrícola est une station de la Ligne 5 du métro de Santiago, dans les communes de San Joaquín et Macul.

## La station
La station est ouverte depuis 1997.

## Origine étymologique
Son nom vient est parce qu'il est situé à l'intersection de la avenue Vicuña Mackenna avec la rue Escuela Agrícola est situé juste au-dessus de la station.